# Yemane Tsegay
Yemane Adhane Tsegay (8 april 1985) is een Ethiopische langeafstandsloper, die gespecialiseerd is in de marathon.

## Loopbaan
In 2008 won Tsegay de halve marathon van Casablanca in 1:02.02. Bij de hele marathon in dezelfde plaats werd hij derde in 2:13.29. Bij de marathon van Macau verbeterde hij met 2:15.06 het parcoursrecord. Een jaar later werd hij tweede bij de marathon van Marrakesch en met zijn 2:06.30 op de klassieke afstand bij de marathon van Parijs kwalificeerde hij zich voor de wereldkampioenschappen in Berlijn. Daar eindigde hij bij de marathon op een vierde plaats. In de herfst van dat jaar won hij de Gyeongju International Marathon.
Zijn grootste prestatie leverde Tsegay in 2012 met zijn overwinning in de marathon van Rotterdam. In de slotfase liet hij zijn landgenoot Getu Feleke achter zich en won hij de wedstrijd in 2:04.48. Hiernaast won hij de marathons van Gyeongju, Otsu, Macau, Taipei, Daegu, Ottawa en Eindhoven.
In 2015 werd hij tweede bij de Boston Marathon. Zijn tijd van 2:09.48 werd alleen onderboden door zijn landgenoot Lelisa Desisa, die een halve minuut sneller was. Later dat jaar behaalde hij zilver bij de marathon op de WK in Peking. Ditmaal was het Ghirmay Ghebreslassie uit Eritrea die ongeveer een halve minuut sneller was.

## Persoonlijke records
| Afstand        | Prestatie | Datum         | Plaats    |
| -------------- | --------- | ------------- | --------- |
| 20 km          | 58.19     | 15 april 2012 | Rotterdam |
| halve marathon | 1:01.37   | 27 maart 2010 | Praag     |
| 25 km          | 1:13.01   | 15 april 2012 | Rotterdam |
| 30 km          | 1:27.41   | 15 april 2012 | Rotterdam |
| marathon       | 2:04.48   | 15 april 2012 | Rotterdam |

## Palmares

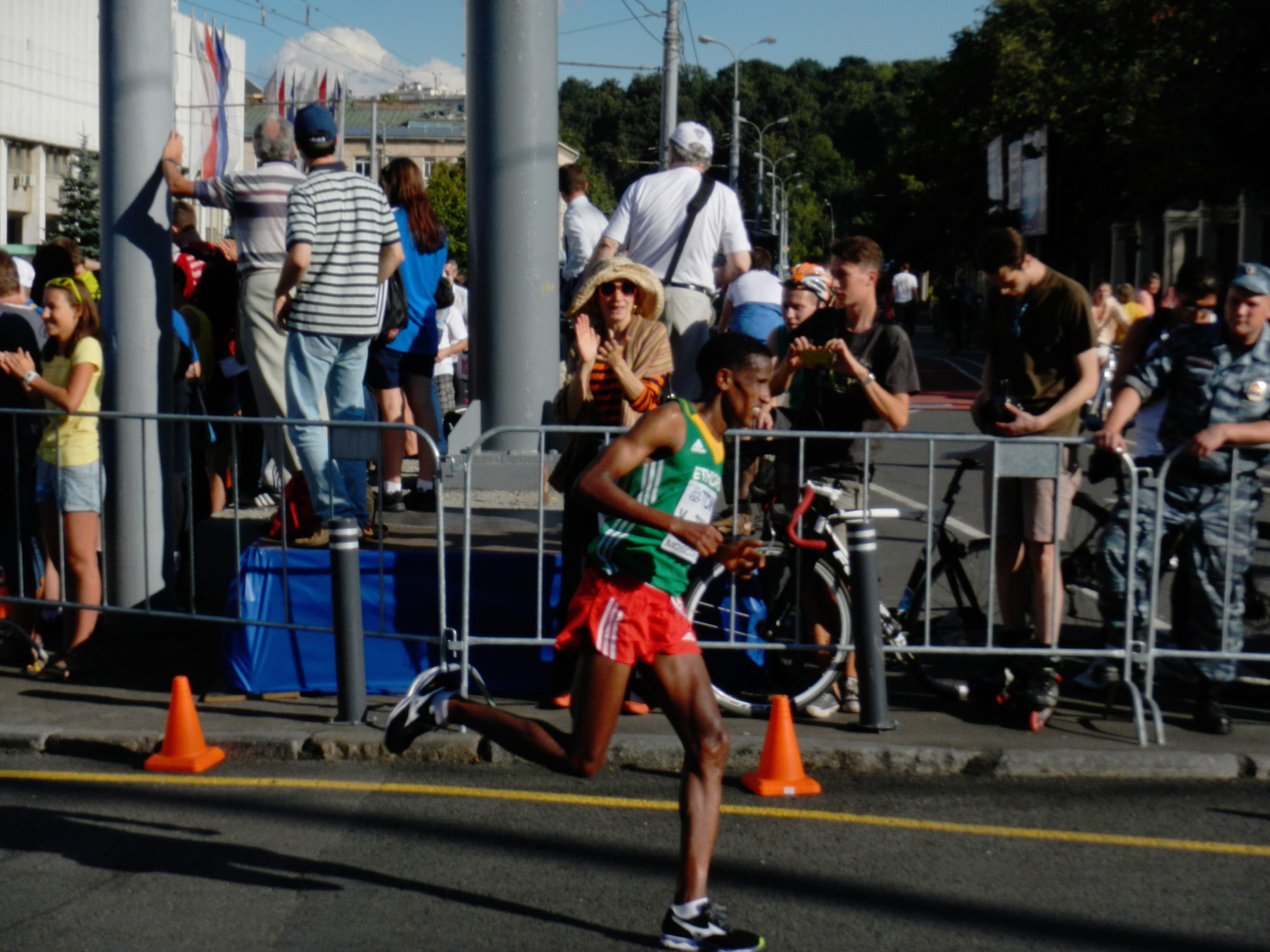
Tijdens de marathon op de WK van 2013 in Moskou

### halve marathon
- 2008:  halve marathon van Casablanca - 1:02.02
- 2010: 12e halve marathon van Abu Dhabi - 1:01.50
- 2010:  halve marathon van Praag - 1:01.37
- 2012: 7e halve marathon van Bogota - 1:06.00

### marathon
- 2008:  marathon van Casablanca - 2:13.29
- 2008:  marathon van Makau - 2:15.06
- 2009:  marathon van Marrakech - 2:10.48
- 2009: 4e marathon van Parijs - 2:06.30
- 2009: 4e WK - 2:08.42
- 2009:  marathon van Gyeongju - 2:08.52
- 2010:  marathon van Otsu - 2:09.34
- 2010:  marathon van Praag - 2:07.11
- 2010: 4e marathon van Berlijn - 2:07.52
- 2011: 9e marathon van Tokio - 2:11.49
- 2011: 8e marathon van Praag - 2:13.41
- 2011:  marathon van Seoel - 2:10.47
- 2011:  marathon van Taipei - 2:10.24
- 2012: 10e marathon van Dubai - 2:06.29
- 2012:  marathon van Rotterdam - 2:04.48
- 2013: 8e WK - 2:11.43
- 2013:  marathon van Eindhoven - 2:09.11
- 2013:  marathon van Taipei - 2:14.17
- 2014:  marathon van Daegu - 2:06.51
- 2014:  marathon van Ottawa - 2:06.54
- 2014: 5e marathon van Honolulu - 2:17.54
- 2015:  marathon van Boston - 2:09.48
- 2015:  WK - 2:13.08
- 2015: 5e marathon van New York - 2:13.24
- 2016:  Boston Marathon - 2:14.02
- 2016:  marathon van Fukuoka - 2:08.48
- 2017: 12e Boston Marathon - 2:16.47
- 2018:  marathon van Ottawa - 2:08.52
- 2018:  marathon van Fukuoka - 2:08.54